# Gas de vertedero

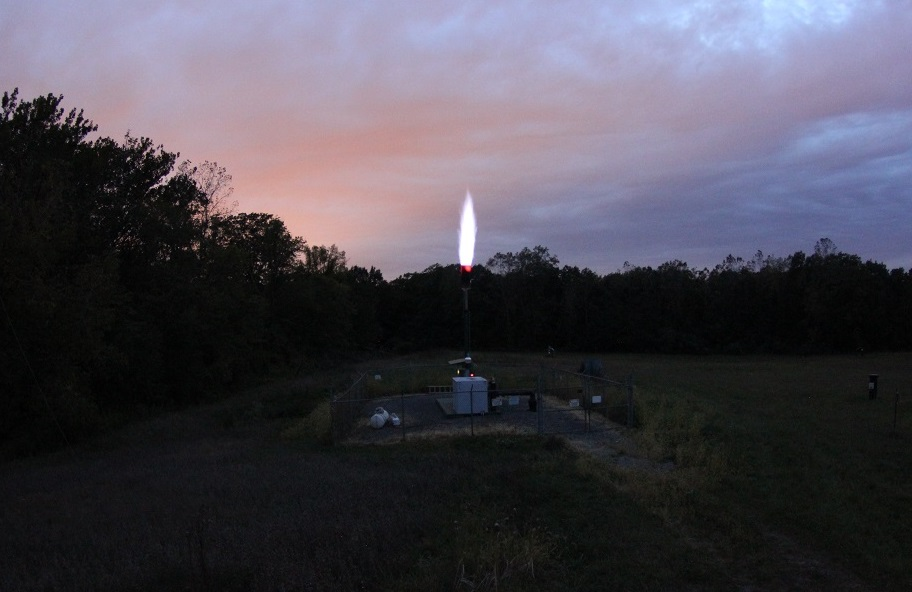
Una llamarada de gas producida por un vertedero en el condado de Lake (Ohio)

El gas de vertedero es una mezcla de diferentes gases creados por la acción de microorganismos dentro de un vertedero a medida que descomponen desechos orgánicos, incluidos, por ejemplo, desechos de alimentos y desechos de papel. El gas de relleno sanitario tiene aproximadamente entre un cuarenta y un sesenta por ciento de metano, y el resto es principalmente dióxido de carbono. Las trazas de otros compuestos orgánicos volátiles (COV) comprenden el resto (< 1 %). Estos gases traza incluyen una gran variedad de especies, principalmente hidrocarburos simples.
Los gases de los vertederos influyen en el cambio climático. Los componentes principales son el CO2 y el metano, ambos gases de efecto invernadero. El metano en la atmósfera es un gas de efecto invernadero mucho más potente, y cada molécula tiene veinticinco veces el efecto de una molécula de dióxido de carbono. Sin embargo, el metano en sí representa una menor composición de la atmósfera que el dióxido de carbono. Los vertederos son la tercera fuente más grande de metano en los Estados Unidos.

## Seguridad y riesgos
El gas de vertedero es similar al metano en su obtención, y contiene una gran proproción de metano, por lo que la seguridad aplicable al metano también es aplicable como seguridad para el gas de vertedero (incluyendo las reacciones en caso de fuga de gas).

## Producción
Los gases de vertedero son el resultado de tres procesos:
- evaporación de compuestos orgánicos volátiles (p. ej., disolventes)
- reacciones químicas entre componentes de desecho
- acción microbiana, especialmente metanogénesis.

Los dos primeros dependen en gran medida de la naturaleza de los residuos. El proceso dominante en la mayoría de los vertederos es el tercer proceso mediante el cual las bacterias anaeróbicas descomponen los desechos orgánicos para producir biogás, que consiste en metano y dióxido de carbono junto con trazas de otros compuestos.  A pesar de la heterogeneidad de los residuos, la evolución de los gases sigue un patrón cinético bien definido. La formación de metano y CO2 comienza aproximadamente seis meses después de depositar el material del vertedero. La evolución de gas alcanza un máximo en unos 20 años, luego declina en el transcurso de décadas.
Cuando el gas de relleno sanitario penetra a través de una cubierta de suelo, una fracción del metano en el gas se oxida microbianamente a CO2.

## Monitoreo
Debido a que los gases producidos por los vertederos son valiosos y a veces peligrosos, se han desarrollado técnicas de monitoreo. Los detectores de ionización de llama se pueden utilizar para medir los niveles de metano y los niveles totales de COV. Se lleva a cabo el seguimiento de la superficie y el seguimiento del subsuelo, así como el seguimiento del aire ambiente. En los Estados Unidos, bajo la Ley de Aire Limpio de 1990, se requiere que muchos vertederos grandes instalen sistemas de recolección y control de gas, lo que significa que al menos las instalaciones deben recolectar y quemar el gas.
Las regulaciones federales de EE. UU. Bajo el Subtítulo D de RCRA, formadas en octubre de 1979, regulan la ubicación, diseño, construcción, operación, monitoreo y cierre de los rellenos sanitarios de RSU. El subtítulo D ahora requiere controles sobre la migración de metano en el gas de vertedero. Los requisitos de monitoreo deben cumplirse en los rellenos sanitarios durante su operación y durante 30 años adicionales después. Los rellenos sanitarios afectados por el Subtítulo D de RCRA deben controlar el gas estableciendo una forma de verificar las emisiones de metano periódicamente y, por lo tanto, evitar la migración fuera del sitio. Los propietarios y operadores de vertederos deben asegurarse de que la concentración de gas metano no exceda el 25% del LEL para el metano en las estructuras de las instalaciones y el LEL para el metano en los límites de la instalación.

## Uso

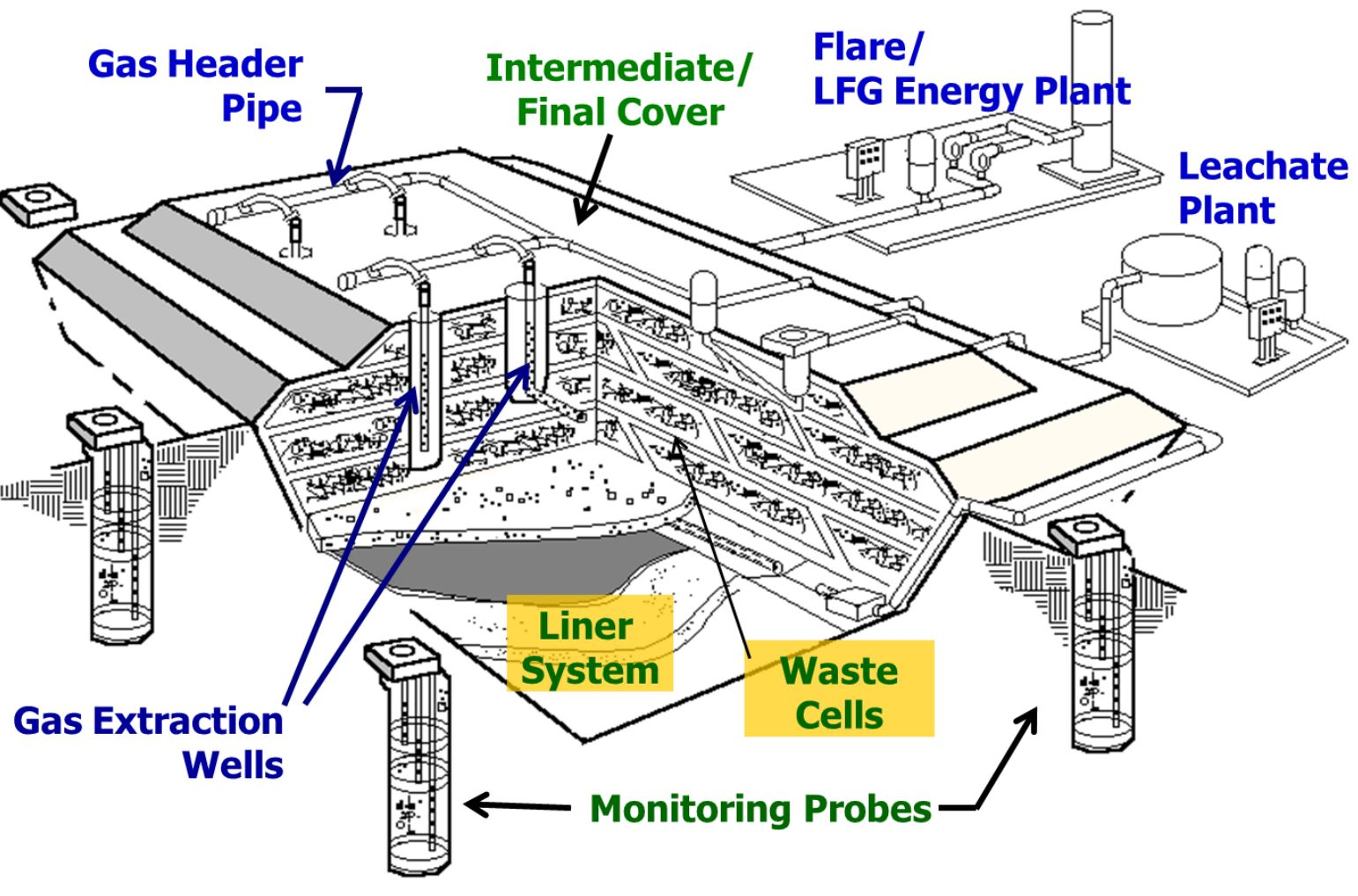
Sistema de recolección de gas de vertedero

Un informe de la Environmental Protection Agency (EPA) indica que, a partir de 2016, los recuentos de vertederos de residuos sólidos municipales operativos oscilan entre 1,900 y 2,000. En un estudio a nivel nacional realizado por la Environmental Research and Education Foundation en 2013, solo se contabilizaron 1,540 vertederos de desechos sólidos municipales operativos en todo Estados Unidos. La descomposición de los desechos en estos vertederos produce gas de vertedero, que es una mezcla de aproximadamente la mitad de metano y la mitad de dióxido de carbono. Los vertederos son la tercera fuente más grande de emisiones de metano en los Estados Unidos, y los vertederos de desechos sólidos municipales representan el 95 por ciento de esta fracción.[cita requerida]
Los gases producidos dentro de un vertedero se pueden recolectar y utilizar de varias formas. El gas de relleno sanitario puede ser utilizado directamente en el sitio por una caldera o cualquier tipo de sistema de combustión, proporcionando calor. La electricidad también se puede generar in situ mediante el uso de microturbinas, turbinas de vapor o pilas de combustible.  El gas de relleno sanitario también puede venderse fuera del sitio y enviarse a tuberías de gas natural. Este enfoque requiere que el gas se procese para obtener la calidad de la tubería, por ejemplo, eliminando varios contaminantes y componentes. La eficiencia de la recolección de gas en los vertederos impacta directamente en la cantidad de energía que se puede recuperar: los vertederos cerrados (aquellos que ya no aceptan desechos) recolectan gas de manera más eficiente que los vertederos abiertos (aquellos que todavía aceptan desechos). Una comparación de la eficiencia de recolección en rellenos sanitarios cerrados y abiertos encontró una diferencia de aproximadamente 17 puntos porcentuales entre los dos.
El gas de vertedero también se puede utilizar para evaporar el lixiviado, otro subproducto del proceso de vertedero. Esta aplicación desplaza a otro combustible que anteriormente se utilizaba para lo mismo.

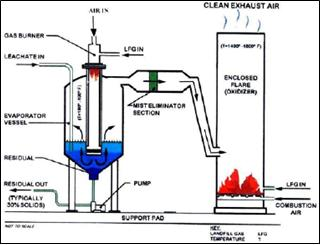
Sistema de evaporación de lixiviados

En Estados Unidos, el número de proyectos de gas de vertedero aumentó de 399 en 2005 a 594 en 2012 según la Environmental Protection Agency. Estos proyectos son populares porque controlan los costos de energía y reducen las emisiones de gases de efecto invernadero. Estos proyectos recolectan el gas metano y lo tratan, por lo que puede usarse para electricidad o actualizarse a gas apto para tuberías. (El gas metano tiene veintiuna veces el potencial de calentamiento global del dióxido de carbono). Por ejemplo, en EE. UU., Waste Managementutiliza gas de vertedero como fuente de energía en 110 instalaciones de conversión de gas de vertedero en energía. Esta producción de energía compensa casi dos millones de toneladas de carbón al año, generando energía equivalente a la que necesitan cuatrocientos mil hogares. Estos proyectos también reducen las emisiones de gases de efecto invernadero a la atmósfera.
La EPA, que estima que cientos de rellenos sanitarios podrían apoyar proyectos de gas para energía, también ha establecido el Programa de Alcance de Metano de Rellenos Sanitarios. Este programa fue desarrollado para reducir las emisiones de metano de los rellenos sanitarios de una manera rentable al fomentar el desarrollo de proyectos de conversión de gas a energía en rellenos sanitarios beneficiosos para el medio ambiente y la economía.

### Oposición
La captura y el uso de gas de vertedero pueden resultar costosos. Algunos grupos ambientalistas afirman que los proyectos no producen "energía renovable" porque la basura (su fuente) no es renovable. El Sierra Club se opone a los subsidios gubernamentales para tales proyectos.  El Consejo de Defensa de los Recursos Naturales (NRDC, por sus siglas en inglés) sostiene que los incentivos gubernamentales deben dirigirse más hacia los esfuerzos de eficiencia energética, solar y eólica.

## Seguridad
Las emisiones de gases de vertedero pueden provocar problemas ambientales, de higiene y de seguridad en el vertedero.  Se han producido varios accidentes, por ejemplo en Loscoe, Inglaterra en 1986, donde el gas de vertedero migratorio acumuló y destruyó parcialmente una propiedad. Un accidente que provocó dos muertes ocurrió por una explosión en una casa adyacente al vertedero de Skellingsted en Dinamarca en 1991. Debido al riesgo que presenta el gas de vertedero, existe una clara necesidad de monitorear el gas producido por los vertederos. Además del riesgo de incendio y explosión, la migración de gas en el subsuelo puede provocar el contacto del gas de vertedero con el agua subterránea. Esto, a su vez, puede resultar en la contaminación del agua subterránea por compuestos orgánicos presentes en casi todo el gas de relleno sanitario.
Aunque generalmente evolucionan solo en pequeñas cantidades, los vertederos liberan algunos aromáticos y clorocarbonos.
Puede ocurrir migración de gas de relleno sanitario debido a diferenciales de presión y difusión. Esto puede crear un peligro de explosión si el gas alcanza concentraciones suficientemente altas en edificios adyacentes.